# Reino Unido en el Festival de la Canción de Eurovisión 2010
El Reino Unido, fue el decimotercer país que confirmó su presencia en el Festival de la Canción de Eurovisión 2010, el 20 de mayo de 2009. Con esta participación, el Reino Unido celebra su quincuagésimo tercera participación en el Festival de la Canción de Eurovisión. Para elegir a sus representantes, el Reino Unido seguirá utilizando su reciente programa de televisión: Your Country Needs You, creado por Andrew Lloyd Webber. 
El año pasado, en 2009, el Reino Unido llega al 5° lugar (entre 25), con 173 votos.

## Desarrollo
Después de haber confirmado el uso de Your Country Needs You, la BBC confirmó que había entrado en conversaciones con Elton John para escribir la siguiente entrada en el Reino Unido en la Canción de Eurovisión.